# 蛤岳
蛤岳（はまぐりだけ）は、日本南部の九州・佐賀県北部にある、脊振山系に属する標高862.8mの山である。
福岡県との県境近くの神埼郡吉野ヶ里町北部にある。山頂には直径3〜4mほどの蛤岩と呼ばれる巨石があり、これが東西に割れて蛤が殻を開いた様子に見えることから名付けられたと言われている。

## 蛤水道
山腹には江戸時代初期に佐賀藩鍋島氏の家臣、成富茂安が築造した蛤水道が現存し、筑後川水系の田手川へと豊かな水(0.056立米毎秒)を佐賀方面に流し続けている。
蛤水道は、蛤岳山頂北側の山腹から筑前（那珂郡五ヶ山村字大野）方面に流れていた水を肥前側へ通す人工の分水界水路であり、1626年に築造された。蛤岳の北東側中腹に人工の井堰（井手、小さいため池）と1.5km程の導水路を築造し、南方の田手川に落ちる谷筋まで導水する仕組みである。「野越し」という一種のオーバーフロー設備が特徴であり、多雨期に水路が溢水して崩壊しないよう工夫されたものである。
2010年には土木学会選奨土木遺産に認定された。国道385号線坂本峠から蛤岳山頂に向かう九州自然歩道の途中にある。

### 逸話
吉野ヶ里町教育委員会によると、蛤水道には以下のような伝承がある。
水路とため池築造の影響で、筑前黒田藩側の大野川（那珂川支流。現代の東脊振トンネル北側にある）に落ちる谷筋に向かう水量が激減し、麓の筑前側の大野集落が水不足に陥った。大野集落の民によって水道の破壊が謀られたが、実行には警備の目を欺くため「お万」という子持ちの女性が選ばれた。だが、あまりの警備の厳しさから果たすことができなかった。その際には、お万は泣き声で見つかることを恐れ連れていた乳飲み子を滝壺に捨て、自らも池に身を投じた。子を捨てた滝を「稚児落としの滝」、お万が身を投じた池を「お万ヶ池」と呼び、今も水道の源付近にその名を残している。その後、蛤水道の水路さらえには、お万の霊が必ず雨を降らせたり曇らせたりし、作業を妨げるという言い伝えがある。
また、肥前側の小川内村での伝承によると、江戸時代の当時水不足に陥ったのは麓の大野集落ではなく（大野集落は大野川からは引水しておらず）、大野川下流の那珂川流域の平野部付近（筑前国）であり、「お万」と言う女性はその下流集落から水路の変更を謀りに来ていたと言う。
なお史実として、茂安はその後、水路の途中数箇所に「野越し」という一種のオーバーフロー設備を作り、筑前側にも少々の水が流れるように改良した。これは、水路の損壊防止が主眼であり、この野越しからは大幅増水時でなければ大野川方面にはほとんど流下しない。

### 改修
蛤水道は藩や市町村により平成時代まで維持、改良され続けており、水路全体も昭和27年にはコンクリート造に改修され、野越しも含めて現代も機能している。この主水路のコンクリート改修前は素掘りの水路で、現在の水路から最大数m程度横にずれていたと見られる。
平成元年（1989年）にため池等整備事業（用排水施設整備）の一環として、当時の東脊振村が水路整備工事を実施、この際に延長151mの枡形コンクリート取水導水路（三面張水路）を蛤水道上流端に設置した。この取水導水路上流端は、蛤岳山頂北側から流れてくる小川に接続、取水用の井堰（井手、小さいため池）を形成している。この部分の堰は高さ数10cm程度しかない。このように平成元年から現在までは井堰により大野川の一部から集水する構造に転換しているため、渇水期を除き大野川にも常時ある程度の量が流れるようになっている。この井堰より上流の集水面積は1キロ平米程度である。この平成改修の以前の構造は不詳であるが、各種の故事伝記でため池と書かれている事から、大野川本流流下点を堰き止めて大きなため池になっていたとも考えられる。また、昭和や平成の福岡県側渇水時には、何らかの諮いにより水路側からも大野川側に水が流される事があったと言う。なお、大野川下流の麓一帯では五ヶ山ダムが建設、2018年度(平成30年度)に竣工し、現在は那珂川本流と支流大野川が直接このダムに流入している。

### 国界争論
水道築造やその故事の数10年後、脊振山頂付近で国界の争いがあり、元禄6年（1693年）に幕府の裁定が下りている。なお、この争論（肥筑国境争論）で蛤岳付近の国界についても議論に俎上したが、裁定上は何ら影響が無かった。なお天正11年（1583年）に領地争いがあり現在の国界（筑前・肥前界）として決着したとの記録はあるが、当時は室町時代の守護領国制が崩壊した戦国時代の最中（龍造寺隆信や島津義久の侵攻）であり、福岡藩、佐賀藩の成立はそれより後の1600年（慶長5年）、1607年（慶長12年）である。

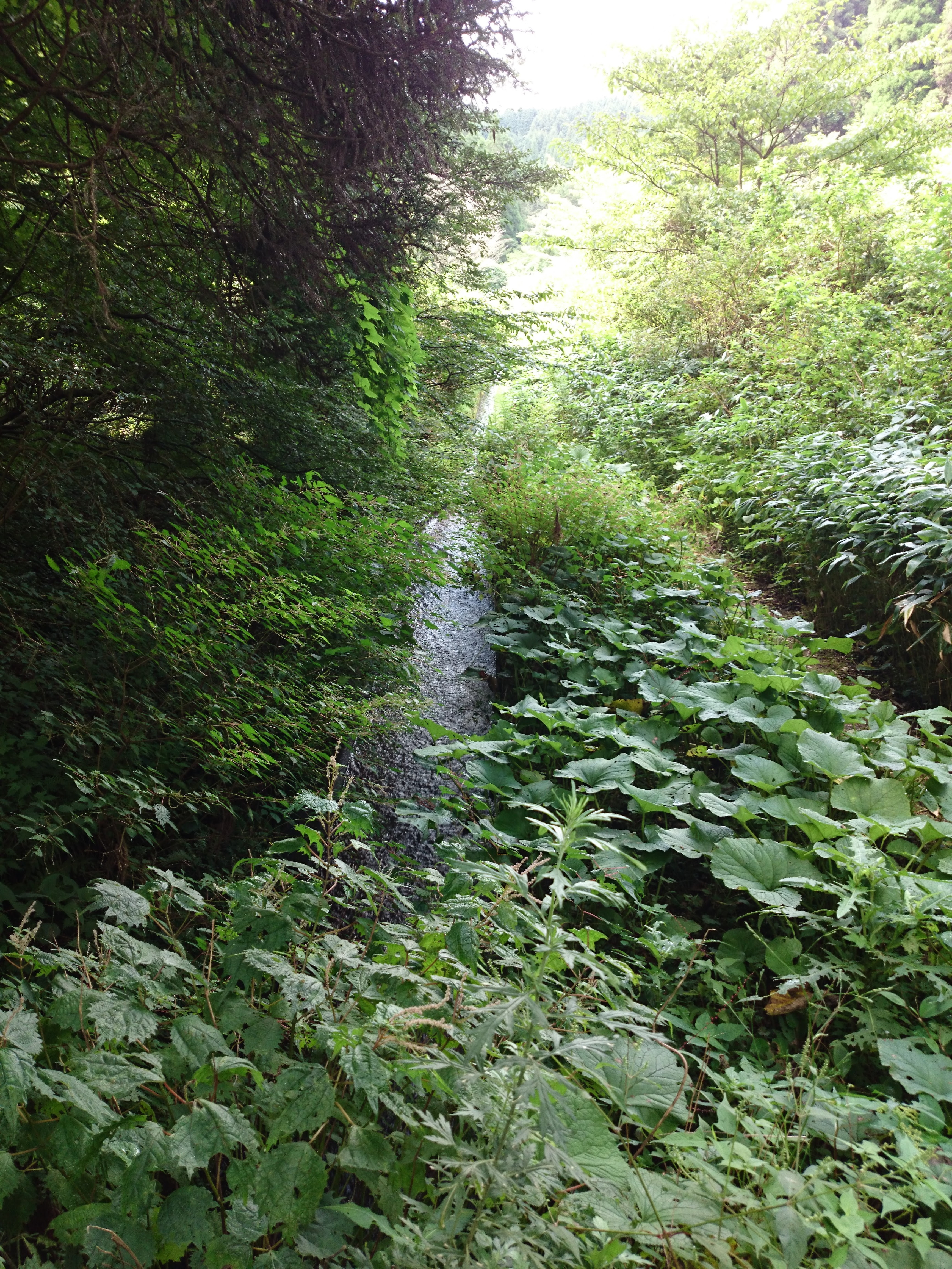
大野川取水井堰からの導水路
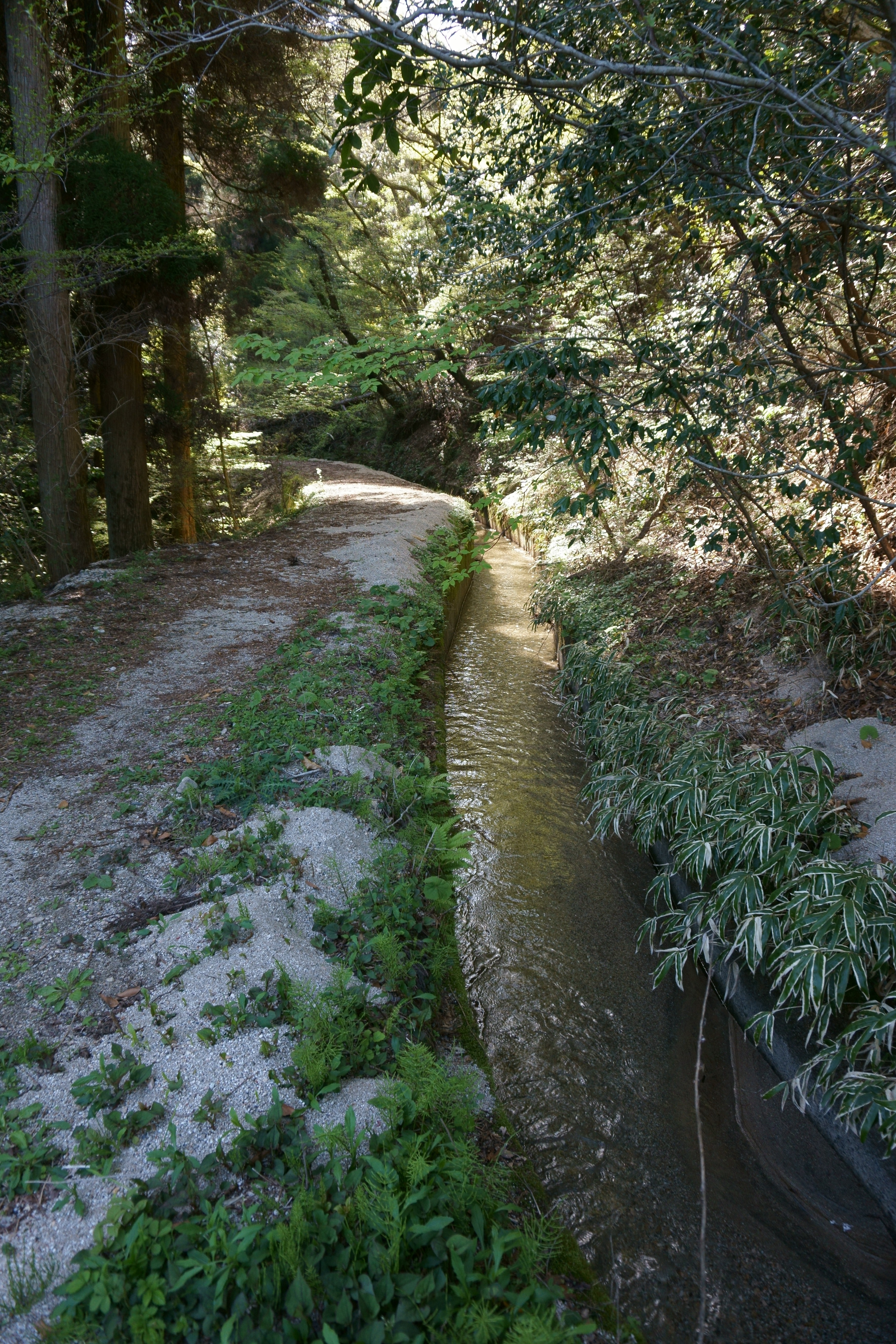
蛤水道
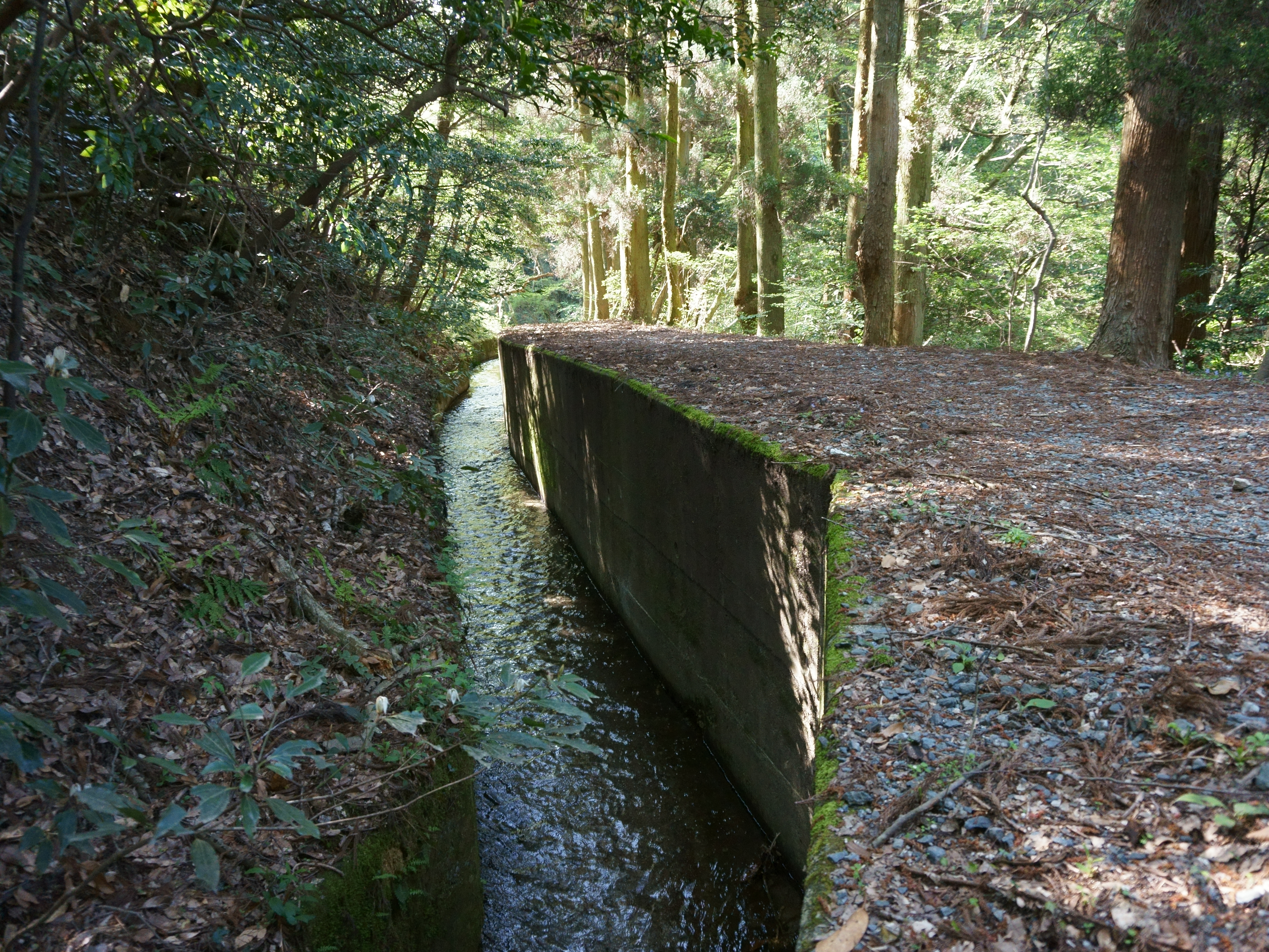
コンクリート化された溝渠
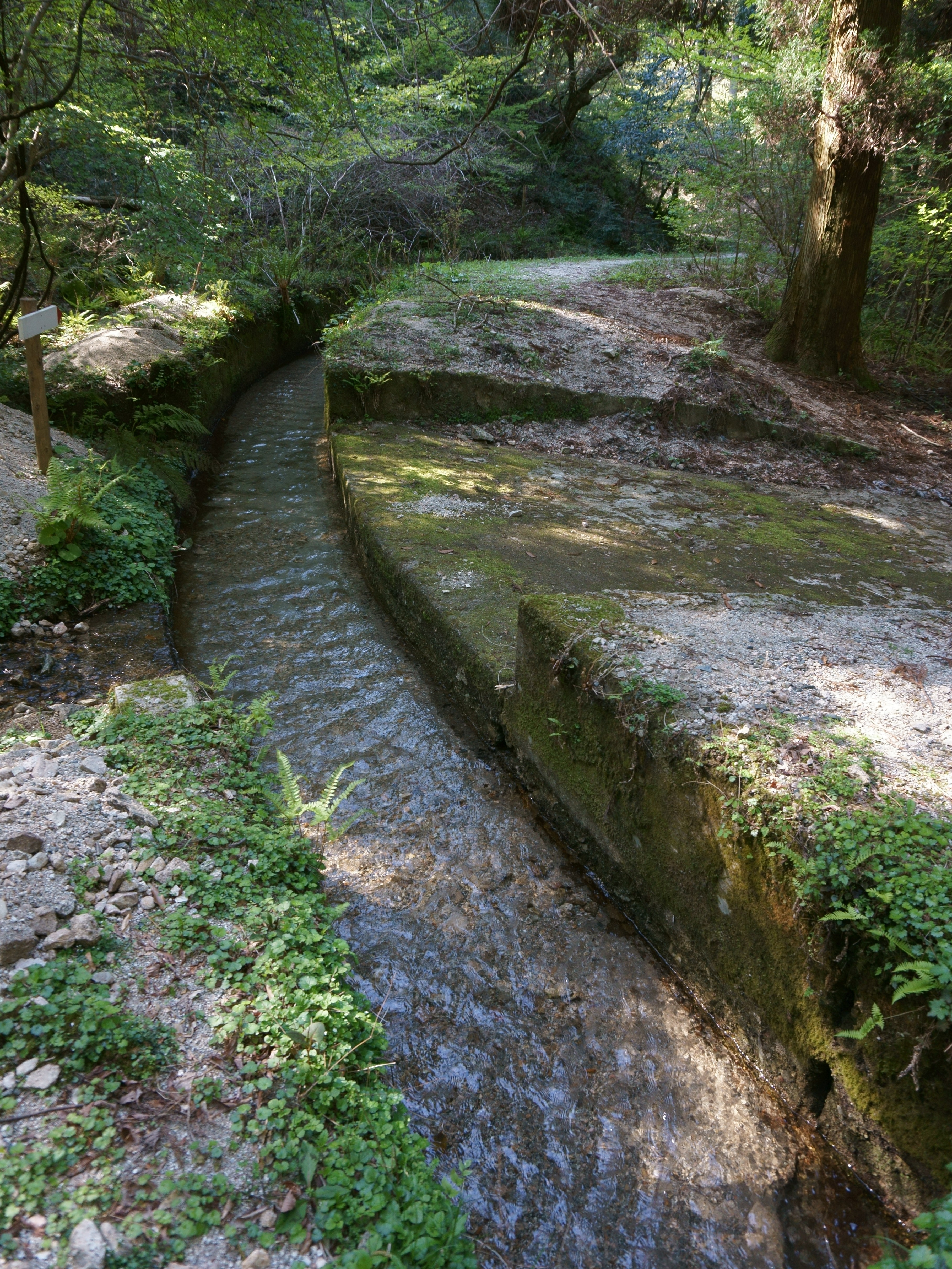
野越し
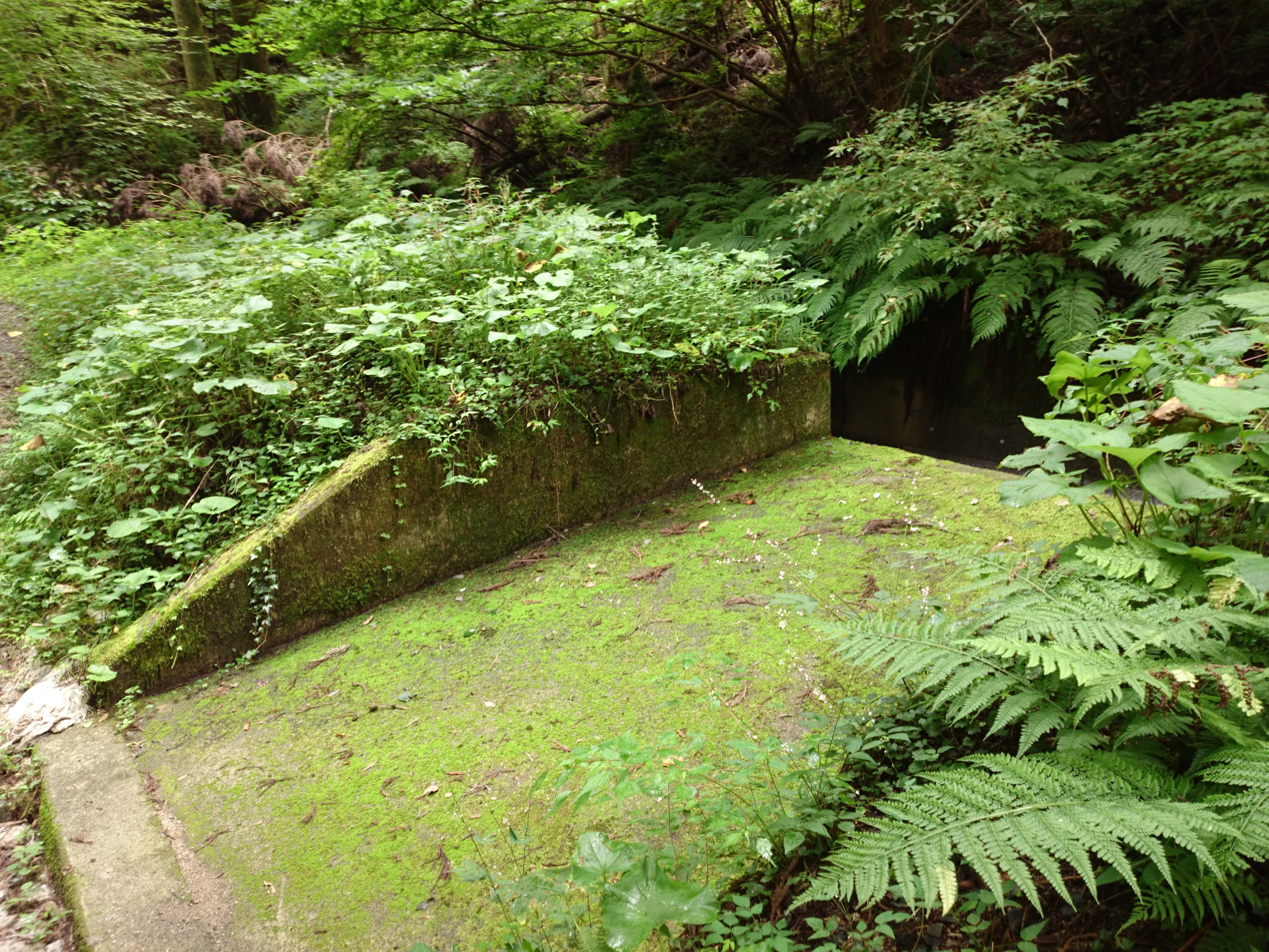
野越し
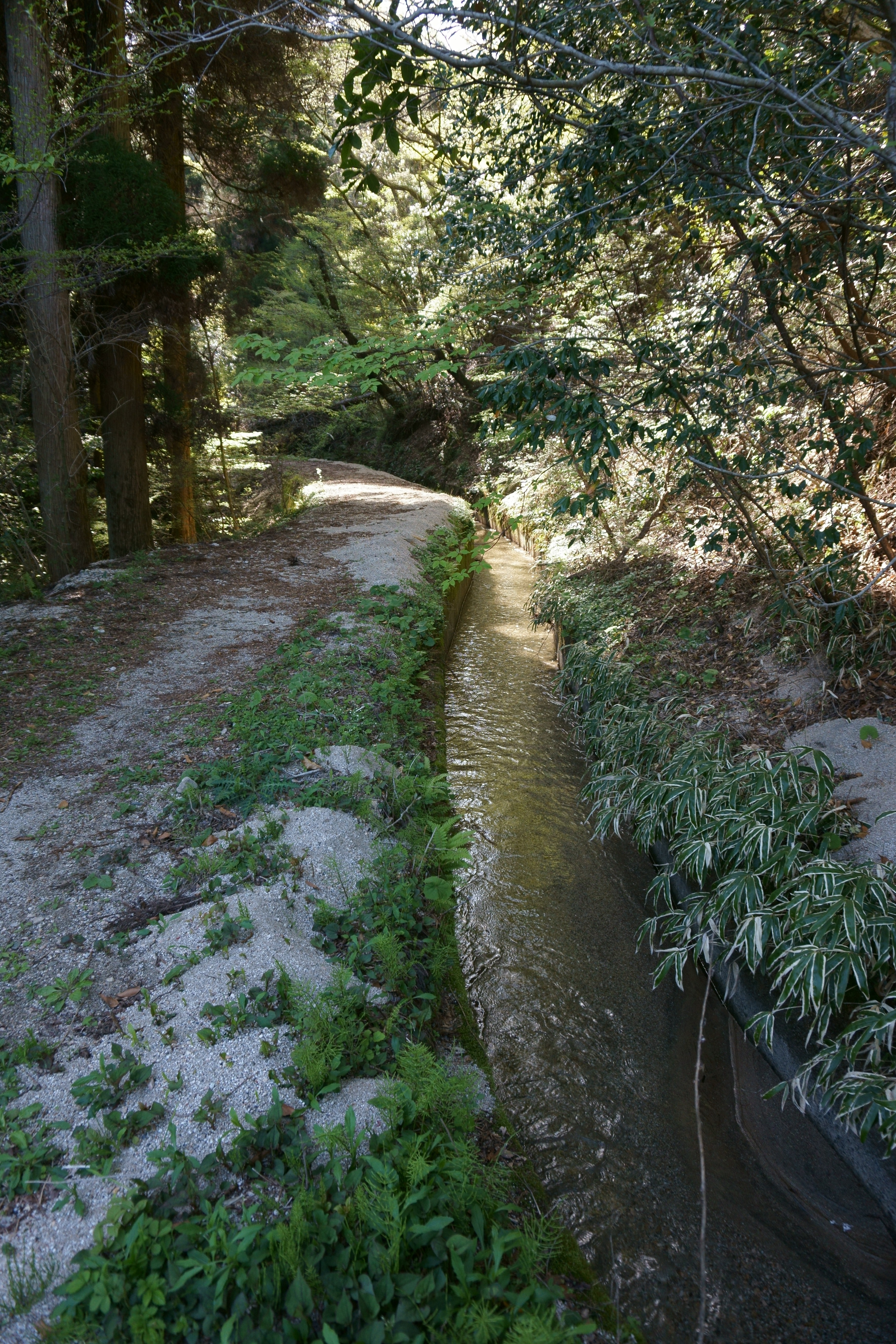
水路の横にはさらえ上げた土砂が積まれている
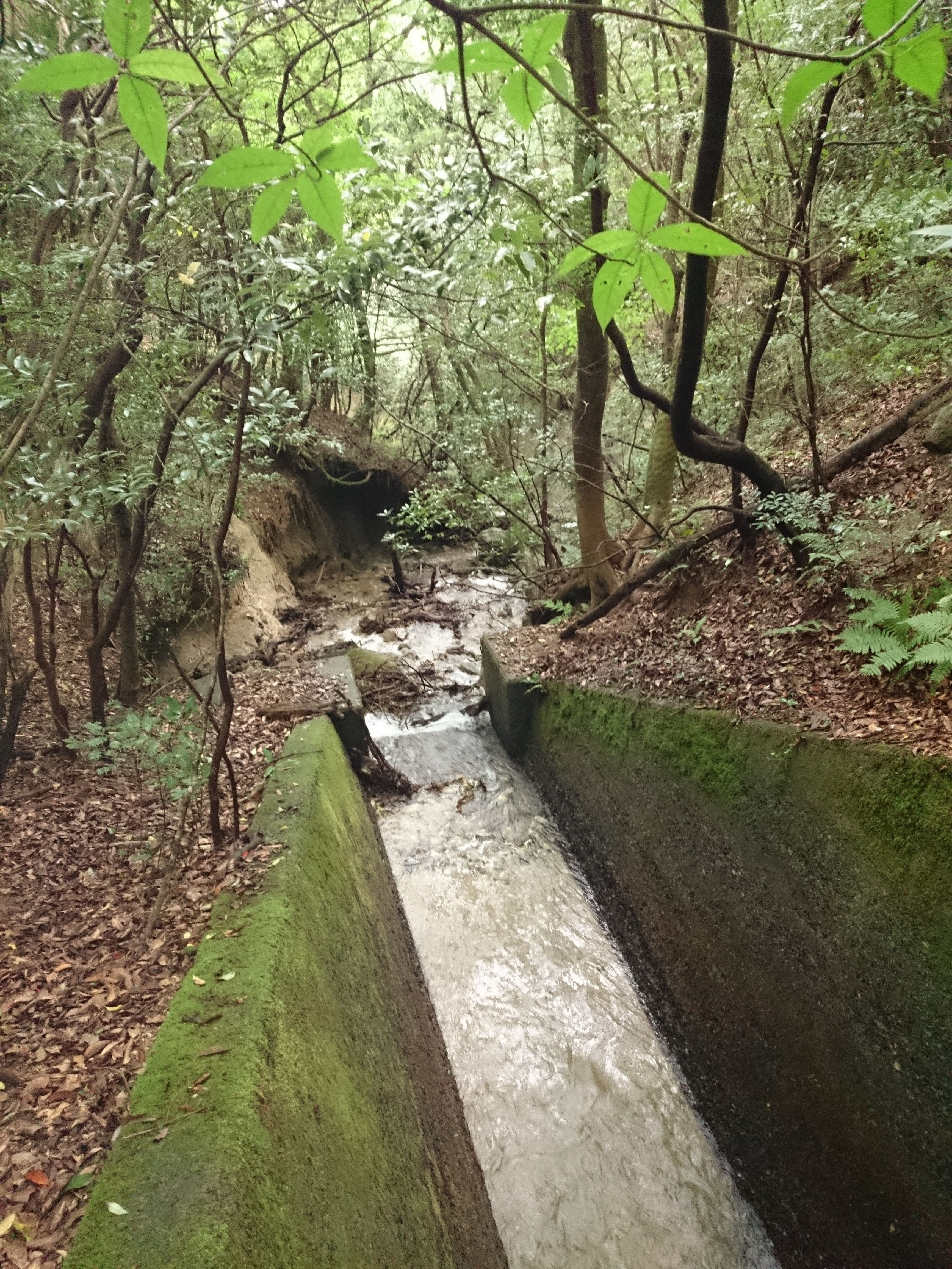
田手川水系坂本川源流
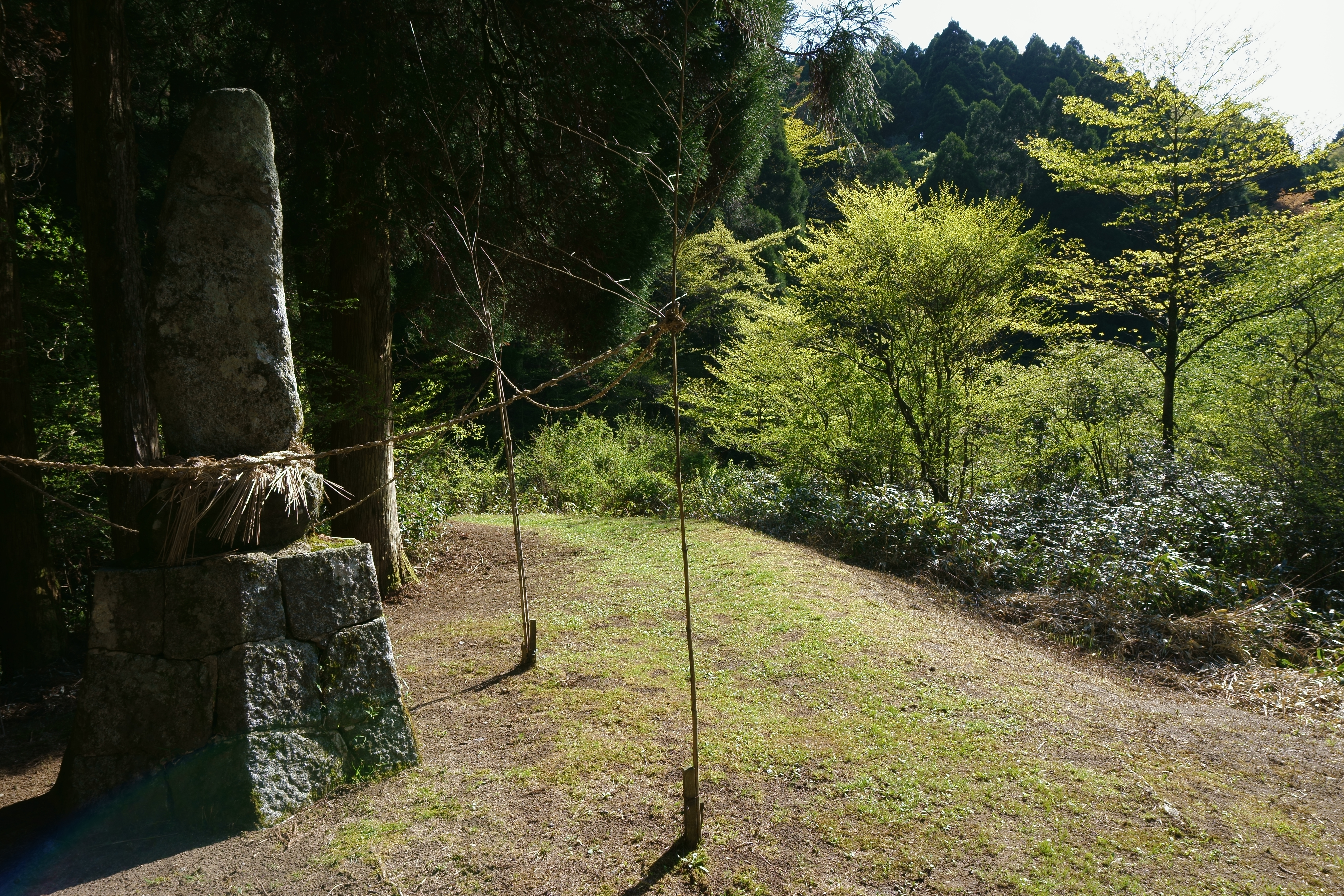
水源地と成富兵庫茂安公記念碑
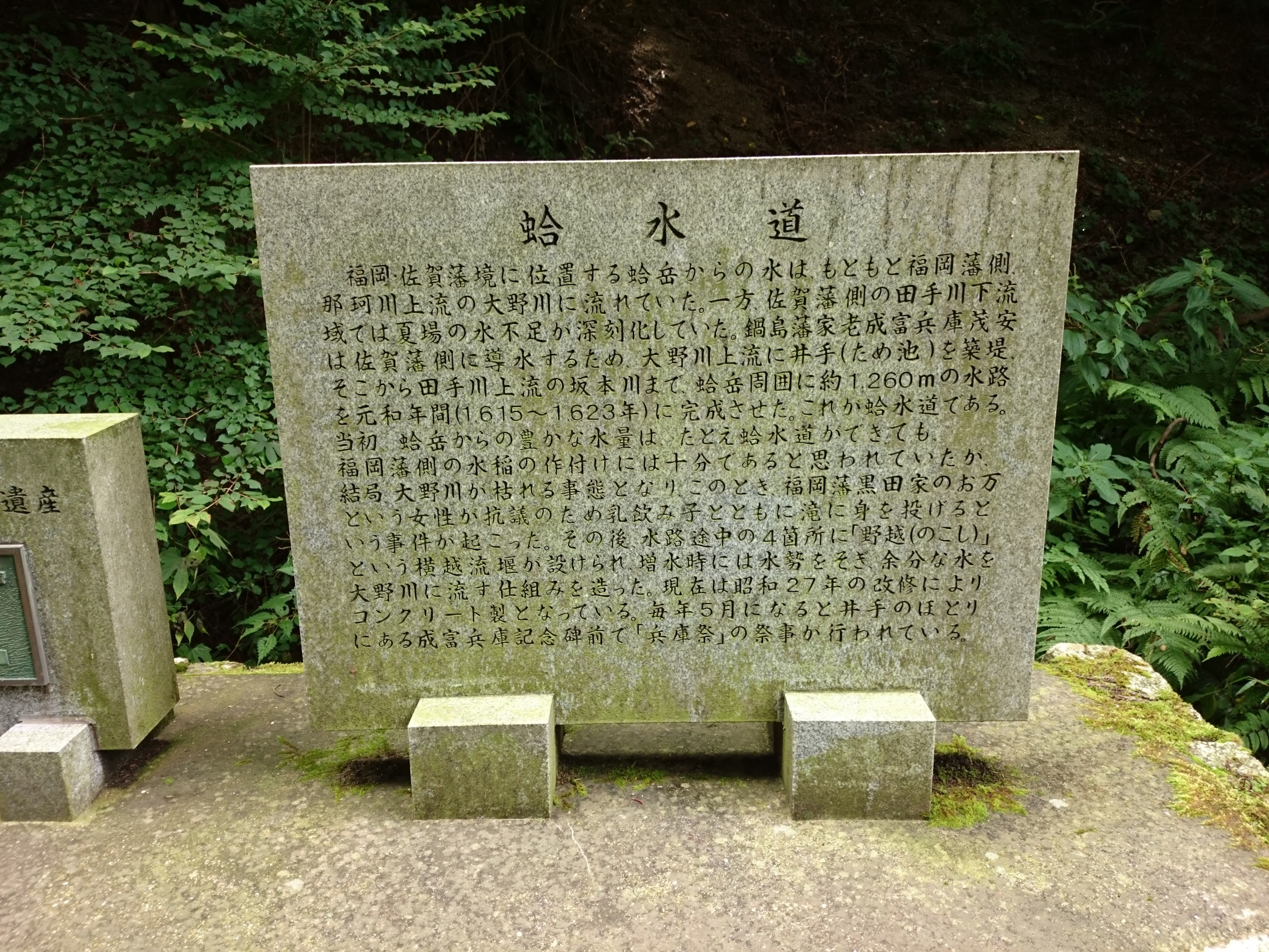
石碑
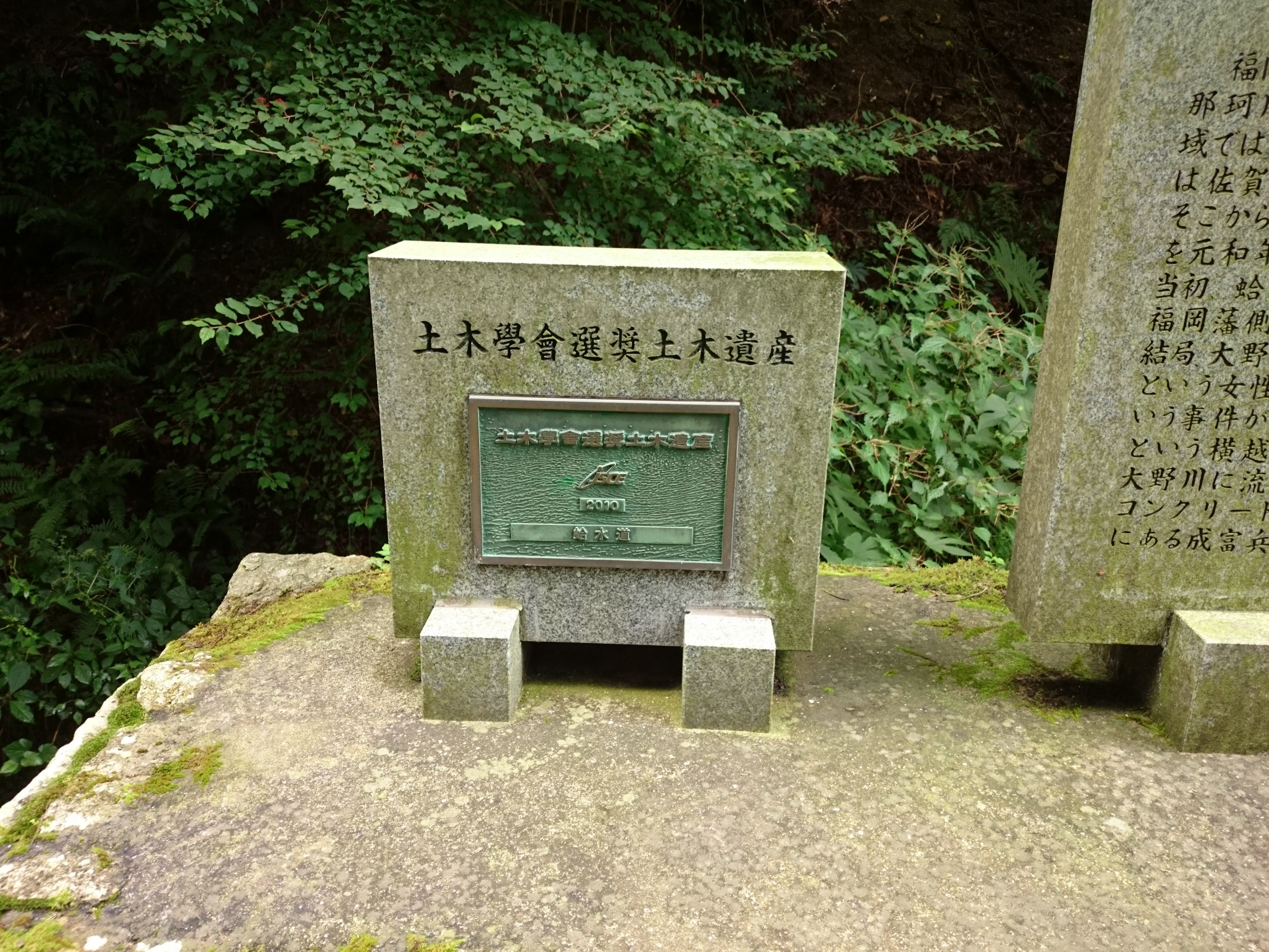
土木遺産選奨の石碑